# Kapuvár

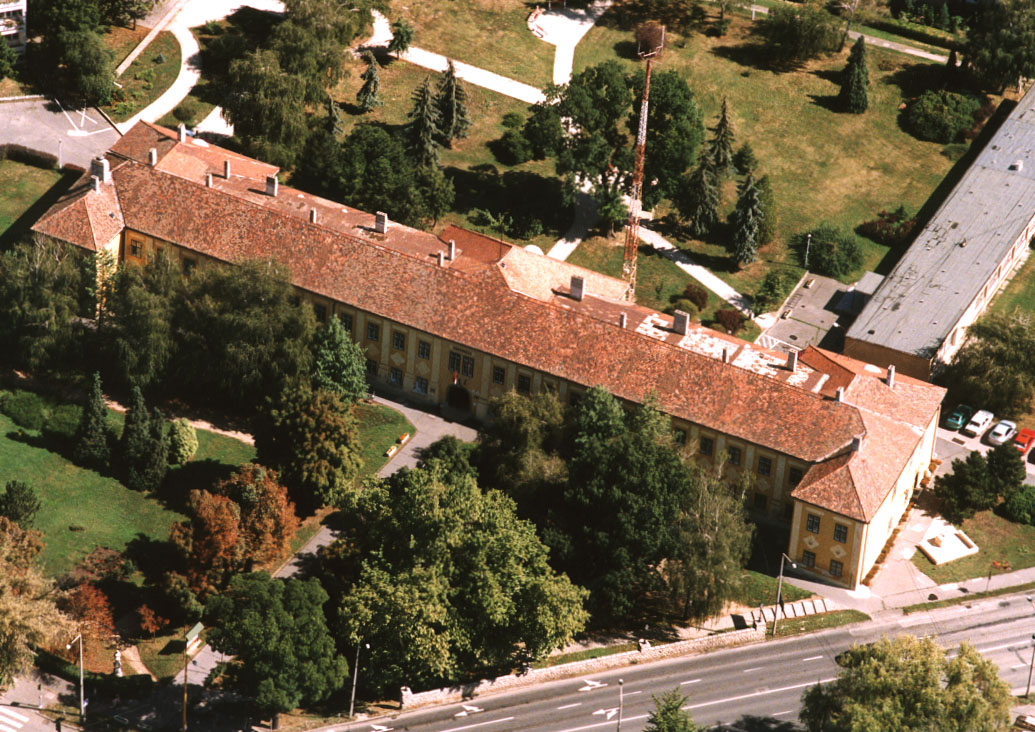
Pałac w Kapuvárze - widok z lotu ptaka

Kapuvár – miasto w północno-zachodniej części Węgier, w pobliżu granicy austriackiej. Kapuvár liczy 10 364 mieszkańców (styczeń 2011) i zajmuje obszar 96,05 km². Miejscowość leży na obszarze Małej Niziny Węgierskiej, a administracyjnie należy do powiatu Kapuvár, wchodzącego w skład komitatu Győr-Moson-Sopron.